# Nicolau de Autrecourt
Nicolau de Autrecourt, ou de Ultracuria (Verdun, aproximadamente 1300 - 1350, Metz) foi um pensador medieval. Notório pela radicalidade de sua teoria nominalista, destaca-se também por sua revisão do conceito aristotélico de matéria em favor de princípios atomistas.

## Vida
Nascido em Verdun, Mosa, em torno de 1300, Autrecourt estou filosofia, direito e teologia na Universidade de Sorbonne entre 1320 e 1327. Após esse período, lecionou teologia na Universidade de Paris, onde dava aula sobre obras de Pedro Lombardo e Aristóteles. Obteve em 1338 um cargo na Catedral de Metz.
A Universidade de Paris expediu um decreto em 1339 denunciando a influência de Guilherme de Ockham na teologia. Autrecourt, ainda que distinguindo-se do nominalismo de Ockham em diversos pontos, terminou implicado na denúncia. Foi convocado em 1340 para uma audiência na corte papal de Avignon. O processo se prolongou até 1346, quando foi determinada a queima de seus escritos em Paris, realizada no ano seguinte, como também a anulação de seus títulos acadêmicos. Ainda assim, foi nomeado reitor de Metz em 1350, em reconhecimento a sua licença em teologia. A data e circunstâncias de sua morte são desconhecidas.

## Pensamento
O conteúdo de sua filosofia se encontra disperso nas suas condenações, retratações, cartas e tratados, como também é descrito por seus críticos, como Jean Buridan, que defende as proposições originais de Ochkam contra Autrecourt. Seu pensamento é frequentemente inscrito na tendência nominalista da filosofia medieval, no qual costumam ser classificados os filósofos críticos ao realismo predominante, entretanto, diferentes variadades de 'nominalismo' desenvolveram-se no período com elaborações distintas ao núcleo Ockhamista, nesse sentido, o nominalismo de Autrecourt deve ser considerado em sua singularidade. Seu pensamento com características céticas já lhe valeu a denominação de "Hume da idade média" por alguns comentadores.
Suas influencias se estendem por uma variedade de pensadores, tomando elementos de Ochkam e outros franciscanos, Jean Buridan, Bernardo de Arezzo, o nominalismo de Pedro Abelardo e as versões mais radicais de Roscelino e Johannes Maior, para os quais os universais não são nada além de palavras e signos escritos. Autrecourt desenvolve uma forma mais radical de ceticismo, negando a possibilidade de um conhecimento evidente de objetos particulares, restringindo seu âmbito apenas ao que é interno ao espírito, nesse sentido, baseia no que é reduzível ao princípio de não-contradição a certeza mais segura do conhecimento.